# Gutowiec (stacja kolejowa)
Gutowiec – stacja kolejowa w Gutowcu w województwie pomorskim. Stacja znajduje się około 700 metrów od centrum miejscowości. Dworzec z Gutowcu powstał w 1902, 29 lat po otwarciu linii kolejowej przechodzącej przez wieś.

## Ruch pasażerski
| Rok  | Wymiana pasażerska na dobę |
| ---- | -------------------------- |
| 2017 | 20-49                      |
| 2022 | 20-49                      |

## Położenie
Stacja kolejowa w Gutowcu znajduje się w północnej części miejscowości, około 700 metrów od centrum, pomiędzy zasadniczą częścią wsi a Gutowcem-Wybudowanie. Dworzec znajduje się przy ulicy Dworcowej 11, w pobliżu skrzyżowania z ulicą Krótką.

## Historia
Linia kolejowa nr 203 powstała w ramach budowy Królewskiej Kolei Wschodniej (niem. Königliche Ostbahn). Głównym zadaniem tej inwestycji było połączenie Berlina z dużymi miastami położonymi na wschodzie – Gdańskiem i Królewcem. Pobocznym zadaniem inwestycji miała być stymulacja gospodarcza tego terenu. Tereny te były biedne, pozbawione większych miast. W 1842 nadwyżki budżetowe w skarbie pruskim spowodowały, że inwestycja została rozpoczęta. Sama linia, łącząca Chojnice z Tczewem, powstała w latach 1871-1873.
Pomiędzy Chojnicami a Czerskiem linia została podzielona na trzy równe odcinki. Na krańcach tych odcinków powstały stacje Rytel oraz Gutowiec. Stacja w Rytlu powstała od razu w 1873, natomiast w Gutowcu dopiero w 1902.
W pierwszej dekadzie XX wieku, ze względu na planowe zwiększenie znaczenia roli odcinka Chojnice – Czersk, zdecydowano się na rozbudowę linii do czterech torów. Wybuch I wojny światowej spowodował jednak, że linia straciła na znaczeniu i plan nie został zrealizowany. W dwudziestoleciu międzywojennym stacja znajdowała się na szlaku transgranicznego tranzytu uprzywilejowanego.
Podczas powojennej odbudowy sieci kolejowej zdjęto jedną parę torów pomiędzy Tczewem a Chojnicami. Na przełomie lat 70. i 80. drugie tory na większości trasy zostały odbudowane, jednak pomiędzy Gutowcem a Krojantami linia została jednotorowa.

## Linia kolejowa
Przez stację kolejową przebiega linia kolejowa nr 203. Na szlakach przyległych od strony Chojnic jest jednotorowa, natomiast od strony Czerska – dwutorowa. Dawniej cała linia była dwutorowa.

## Infrastruktura
Budynek dworca jest piętrowy, otynkowany, trójbryłowy, pokryty dachówką. Perony są niezadaszone. Peron numer jeden znajduje się na wysokości 30 cm nad główką szyny, a peron drugi – na wysokości 60 cm. Nawierzchnia peronów jest utwardzona płytami chodnikowymi.

## Pociągi
Przez stację przejeżdżają lokalne pociągi regionalne łączące Chojnice z Tczewem. Pociąg przyspieszony Tur relacji Chojnice – Gdynia Główna przejeżdża przez stację bez zatrzymania. Relacja ta, jako jedna z ostatnich, została przejęta przez autobusy szynowe. Oprócz tego przez stację przejeżdżały pociągi towarowe, obsługujące lokalny przemysł.